# BSC Sachsen Oberbärenburg

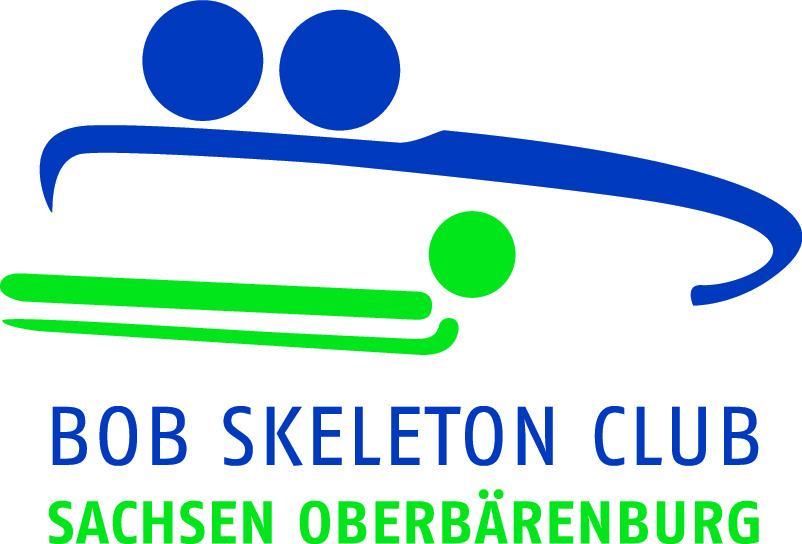

Der Bob Skeleton Club Oberbärenburg ist ein sächsischer Sportverein, der Leistungssportler im Bobsport und Skeleton im Altenberger Ortsteil Oberbärenburg vereint.

## Geschichte
Bis in den Sommer 2015 existierten in Sachsen seit mehreren Jahren mit dem BRC Riesa und dem SC Oberbärenburg zwei erfolgreiche Vereine im Bereich Bobsport und Skeleton. Gemeinsame Trainingsstätte war und ist jedoch die bei Altenberg gelegene Rennschlitten- und Bobbahn Altenberg. Um nunmehr die leistungssportlichen Aktivitäten zu bündeln, wurde im Sommer 2015 der BSC Sachsen Oberbärenburg gegründet. Er ist Nachfolger des BRC Riesa und nahm die Bobsparte des SC Oberbärenburg mit auf. Bekannte nicht mehr aktive Mitglieder sind der Viererbob-Olympiasieger von 1994 Harald Czudaj, die mehrfache Weltmeisterin Cathleen Martini, der ehemalige Viererbob-Europameister Matthias Benesch, Nico Walther, Bob-Olympiazweiter und der ehemalige BSD-Vizepräsident und Präsident des BSC Sachsen Oberbärenburg, Rainer M. Jacobus. Harald Czudaj und Rainer M. Jacobus haben 2023 ihre langjährige Spurbob-Karriere beendet. Hauptsponsor ist die Ideal Versicherung.
Weitere aktive Mitglieder des Vereins sind unter anderem:
- Francesco Friedrich, mehrfacher Bob-Weltmeister und Olympiasieger
- Axel Jungk, Skeleton-Weltmeister und Olympiazweiter
- Susanne Kreher, Skeleton-Doppelweltmeisterin
- Maximilian Illmann, Bob-Juniorenweltmeister
- Maureen Zimmer, Bob-Juniorenweltmeisterin im Zweier- und Monobob

Seit 2022 gibt es eine Kooperation mit dem SC DHfK Leipzig e. V. – Leichtathletikzentrum, von dem unter anderem der Sprinter Felix Straub in das Bobteam Francesco Friedrich gewechselt ist oder auch Leichtathlet Tillmann Hecking eine Karriere als Pilot in dem Verein gestartet und sehr gute Leistungen in seiner ersten Monobobserie gezeigt hat.

## Disziplin Bob

### Bob-Kadersportler
- Candy Bauer
- Francesco Friedrich
- Martin Grothkopp
- Richard Oelsner
- Maximilian Illmann
- Eric Strauß
- Alexander Czudaj
- Jörn Wenzel
- Felix Köhler
- Tim Kesseler
- Bruno Götzel
- Maureen Zimmer
- Henrik Proske
- Tillmann Hecking

### Bob-Trainer
- Gerd Leopold (Bundesstützpunkttrainer BSD)
- Andreas Zschocke (Stützpunkt- und Landestrainer BSD)
- René Thierfelder (Sichtungs- und Nachwuchstrainer Sachsen RBSV)
- Bernd Steinecker (Mechaniker BSD)

## Disziplin Skeleton

### Skeleton-Kadersportler
- Axel Jungk
- Susanne Kreher
- Martin Krause
- Emil Schäfer
- Denise Wolf
- Tom Richter
- Hannah Günther
- Elena Günther

### Skeleton-Trainer
- David Friedrich (Stützpunkt- und Landestrainer BSD)
- Franziska Seidel (Stützpunkttrainer RBSV)

## Ausgewählte Erfolge (seit der Fusion)
- Francesco Friedrich wurde bei der Bob-Weltmeisterschaft 2016 Weltmeister im Zweierbob und Vizeweltmeister im Viererbob, sowie Zweiter in der Disziplinwertung im Viererbob Bob-Weltcup 2015/16. Erstmals Gold bei Olympischen Spielen 2018 in Pyeongchang im Zweier wie auch im Vierer. Gold in beiden Disziplinen auch bei Olympia 2022 in Peking. In der Weltcup-Saison 2018/19 gewann Friedrich alle drei Wertungen. Mit acht Siegen war er im Zweier als erster Athlet in allen Saisonrennen erfolgreich. Bei der Weltmeisterschaft in Whistler holte er zum fünften Mal in Folge den Titel im Zweierbob, was zuvor nur dem Italiener Eugenio Monti von 1957 bis 1961 gelang. In der Saison 2019/20 gewann Friedrich alle Weltcup-Wertungen und erneut beide WM-Titel. Er ist der erste Pilot, der zweimal das Olympiadoppel aus Zweier- und Viererbob gewann. 2023 holte er den Weltmeistertitel im Viererbob in St. Moritz.

- Nico Walther wurde bei den Bob- und Skeleton-Europameisterschaften 2016 Vizeeuropameister im Zweierbob, sowie Weltcupgesamtsieger und Zweiter in der Disziplinwertung Zweierbob im Bob-Weltcup 2015/16. Olympiazweiter 2018 und mehrfaches Silber und Bronze bei Weltmeisterschaften. 2020 beendete er seine Karriere.
- Axel Jungk wurde bei der Bob-Weltmeisterschaft 2016 Weltmeister im Team. 2017 nahm Axel Jungk an den Worlds Championships teil und gewann Silber. Bei Olympia in Peking 2022 holte Axel Jungk Silber.
- Susanne Kreher holte bei der JWM in St. Moritz 2018 Bronze. Bei den Weltmeisterschaften 2023 in St. Moritz holte sie sich unerwartet Gold im Einzel und mit Christopher Grotheer ebenfalls Gold im Mixed Team Wettbewerb.
- Maximilian Illmann wurde 2022 Juniorenweltmeister im Zweierbob und holte Silber im Viererbob. Jeweils Bronze bei der JWM 2023 im Zweier und im Vierer.
- Maureen Zimmer Zweite der JWM 2022. Juniorenweltmeisterin 2023 bei den Damen und im Monobob. Junioreneuropameisterin im Monobob 2023 und Silber bei den Damen.

## Sportstätten
- Sachsenenergie-Eiskanal, Altenberg
- Landesleistungszentrum, Altenberg
- Rollenbob Doppelstartbahn Riesa
- Kooperation mit SC DHFK Leipzig
- DSC Dresden

## Vorstand
- Rainer M. Jacobus (Präsident)
- Gerhard Stamm (Schatzmeister)
- Harald Czudaj (Vizepräsident)

## Beisitzer
- Angela Irrgang